# جوران ريلجيتش
جوران ريلجيتش (مواليد 20 مارس 1984) هو مُقاتل فنون قتالية مختلطة كرواتي.

## وصلات خارجية
- جوران ريلجيتش على موقع يو إف سي (الإنجليزية)
- جوران ريلجيتش على موقع شيردوغ (الإنجليزية)
- جوران ريلجيتش على موقع Tapology.com (الإنجليزية)
- جوران ريلجيتش على موقع IMDb (الإنجليزية)
- جوران ريلجيتش على موقع قاعدة بيانات الفيلم (الإنجليزية)